# Contaminación interplanetaria

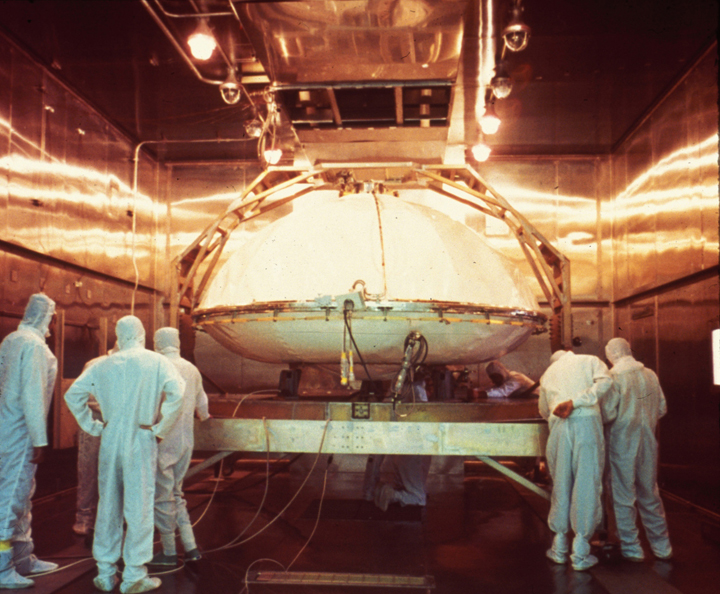
Sonda de aterrizaje del programa Viking siendo preparada para su esterilización por el método de calor seco.

La contaminación interplanetaria es la posible forma de contaminación biológica de un cuerpo planetario por una sonda o nave espacial, ya sea de forma intencional o no.

## Descripción
La Contaminación interplanetaria se divide en dos tipos de contaminación biológica provocada por especies invasoras de vida microbiana:
Contaminación de salida (Forward contamination), la cual es la transferencia de vida microbiana de la Tierra a otro cuerpo celeste (con o sin hipotética vida extraterrestre propia). En la actualidad, los acuerdos internacionales cubren la esterilidad de las naves espaciales que dejan la Tierra bajo el Tratado del espacio exterior y las directrices COSPAR para la protección planetaria.
Contaminación de regreso (Back contamination), la cual sería la introducción de hipotéticos organismos microbianos extraterrestres en la biosfera de la Tierra. El temor a la contaminación al regresar de la Luna fue el principal motivo de los procedimientos de cuarentena adoptadas para el programa de la primera misión Apollo. Los astronautas y las muestras lunares fueron puestos en cuarentena en el Laboratorio de Recepción Lunar. Actualmente para las muestras de una futura misión de retorno de Marte, existe el protocolo de cuarentena para cualquier muestra proveniente de Marte; el cual se llevaría a cabo en un laboratorio de bioseguridad de nivel 4, conocido como el Mars Sample Return Receiving Facility (MSRRF). Esta contaminación de regreso puede iniciarse en su primera etapa hipotéticamente en el mismo planeta explorado, como una interacción directa entre los astronautas y las hipotéticas formas de vida microscópicas autóctonas.

## Protocolos de manejo y prevención
Actualmente existe una guía conocida como Planetary protection (Protección Planetaria), el cual está diseñada como un principio rector en el diseño de una misión interplanetaria, con el objetivo de evitar la contaminación biológica de ambos, el cuerpo celeste blanco y la Tierra. Esta guía refleja tanto la naturaleza desconocida del entorno espacial, como el deseo de la comunidad científica para preservar la naturaleza prístina de los cuerpos celestes hasta que puedan ser estudiados en detalle.